# Кемпе (Сташовський повіт)
Кемпе (пол. Kępie) — село в Польщі, у гміні Олесниця Сташовського повіту Свентокшиського воєводства.
Населення — 191 особа (2011).
У 1975-1998 роках село належало до Келецького воєводства.

## Демографія
Демографічна структура на день 31 березня 2011 року:
|          | Загалом | Допрацездатний вік | Працездатний вік | Постпрацездатний вік |
| -------- | ------- | ------------------ | ---------------- | -------------------- |
| Чоловіки | 96      | 15                 | 69               | 12                   |
| Жінки    | 95      | 13                 | 61               | 21                   |
| Разом    | 191     | 28                 | 130              | 33                   |